# Eatoniellidae
Eatoniellidae is een familie van weekdieren uit de klasse van de Gastropoda (slakken).

## Geslachten
- Crassitoniella Ponder, 1965
- Eatoniella Dall, 1876
- Liratoniella Ponder, 1965
- Pupatonia Ponder, 1965